# TJ Jiskra Humpolec
TJ Jiskra Humpolec (celým názvem: Tělovýchovná jednota Jiskra Humpolec) je český klub ledního hokeje, který sídlí v Humpolci v Kraji Vysočina. Od sezóny 2021/22 působí v Krajské lize Vysočiny, čtvrté české nejvyšší soutěži ledního hokeje. Klubové barvy jsou modrá, bílá a žlutá.
Své domácí zápasy odehrává na zimním stadionu Humpolec s kapacitou 1 000 diváků.

## Přehled ligové účasti
Stručný přehled
Zdroj: 
- 2004–2007: Krajský přebor Vysočiny (4. ligová úroveň v České republice)
- 2007–2009: Jihočeský krajský přebor (4. ligová úroveň v České republice)
- 2009–2021: Jihočeská krajská liga (4. ligová úroveň v České republice)
- 2021 : Krajská liga Vysočiny (4. ligová úroveň v České republice)

Jednotlivé ročníky
Zdroj: 
Legenda: ZČ – základní část, červené podbarvení – sestup, zelené podbarvení – postup, fialové podbarvení – reorganizace, změna skupiny či soutěže
| Česko (2004 – ) |                          |           |           |                                         |                         |
| Sezóny          | Soutěž                   | Úroveň    | ZČ        | Play-off, nadstavba, sk. o udržení…     | Poznámky                |
| 2004/05         | Krajský přebor Vysočiny  | 4. úroveň | 2. místo  | Finále                                  |                         |
| 2005/06         | Krajský přebor Vysočiny  | 4. úroveň | 1. místo  | Vítěz                                   | Kvalifikace             |
| 2006/07         | Krajský přebor Vysočiny  | 4. úroveň | 2. místo  | Finále                                  | Přechod do jiného kraje |
| 2007/08         | Jihočeský krajský přebor | 4. úroveň | 11. místo | Ne                                      |                         |
| 2008/09         | Jihočeský krajský přebor | 4. úroveň | 9. místo  | Ne                                      | Změna názvu soutěže     |
| 2009/10         | Jihočeská krajská liga   | 4. úroveň | 10. místo | Ne                                      |                         |
| 2010/11         | Jihočeská krajská liga   | 4. úroveň | 7. místo  | Čtvrtfinále                             |                         |
| 2011/12         | Jihočeská krajská liga   | 4. úroveň | 8. místo  | Čtvrtfinále                             |                         |
| 2012/13         | Jihočeská krajská liga   | 4. úroveň | 10. místo | Ne                                      |                         |
| 2013/14         | Jihočeská krajská liga   | 4. úroveň | 8. místo  | Čtvrtfinále                             |                         |
| 2014/15         | Jihočeská krajská liga   | 4. úroveň | 8. místo  | Čtvrtfinále                             |                         |
| 2015/16         | Jihočeská krajská liga   | 4. úroveň | 5. místo  | Čtvrtfinále                             |                         |
| 2016/17         | Jihočeská krajská liga   | 4. úroveň | 8. místo  | Čtvrtfinále                             |                         |
| 2017/18         | Jihočeská krajská liga   | 4. úroveň | 7. místo  | Čtvrtfinále                             |                         |
| 2018/19         | Jihočeská krajská liga   | 4. úroveň | 9. místo  | Ne                                      |                         |
| 2019/20         | Jihočeská krajská liga   | 4. úroveň | 4. místo  | Čtvrtfinále                             |                         |
| 2020/21         | Jihočeská krajská liga   | 4. úroveň | –. místo  | sezóna zrušena kvůli pandemii covidu-19 | Přechod do jiného kraje |
| 2021/22         | Krajská liga Vysočiny    | 4. úroveň | 8. místo  | Čtvrtfinále                             |                         |
| 2022/23         | Krajská liga Vysočiny    | 4. úroveň | 5. místo  | Čtvrtfinále                             |                         |
| 2023/24         | Krajská liga Vysočiny    | 4. úroveň | 6. místo  | Čtvrtfinále                             |                         |